# Johannes Frießner

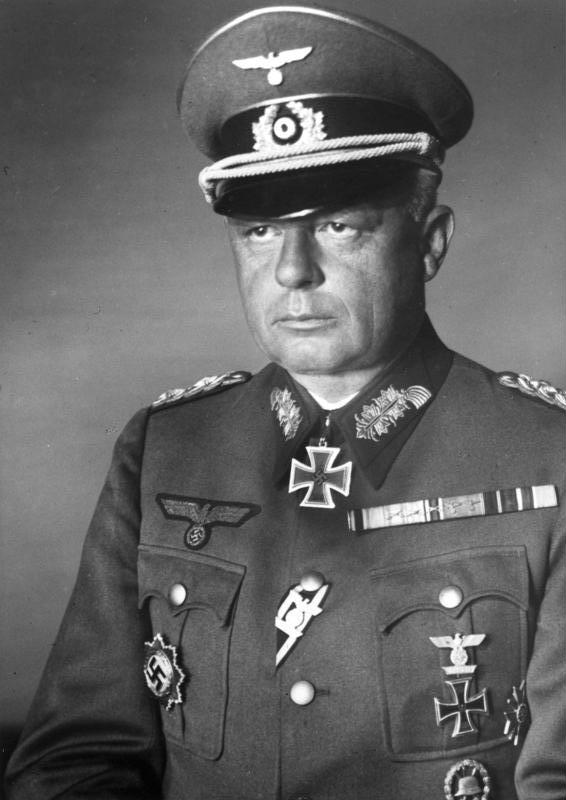
Johannes Frießner (1943)

Johannes Frießner, auch Hans Frießner (* 22. März 1892 in Chemnitz; † 26. Juni 1971 in Bad Reichenhall) war ein deutscher Heeresoffizier (seit 1944 Generaloberst). Während des Zweiten Weltkrieges war er als Kommandeur verschiedener Großverbände des Heeres im Krieg gegen die Sowjetunion eingesetzt.

## Leben
Frießner trat am 20. März 1911 als Fahnenjunker ins Infanterie-Regiment „Großherzog Friedrich II. von Baden“ (4. Königlich Sächsisches) Nr. 103 des sächsischen Heeres ein. Er wurde am 9. August 1912 zum Leutnant befördert. Sein Offizierspatent als Leutnant wurde auf den 25. August 1910 rückdatiert. Er war im Ersten Weltkrieg überwiegend in Stabspositionen eingesetzt. Während des Krieges wurde er mit beiden Klassen des Eisernen Kreuzes, dem Preußischen Kronenorden IV. Klasse und dem Sächsischen Militär-St.-Heinrichs-Orden ausgezeichnet.
Nach Kriegsende wurde er in die Reichswehr übernommen und am 1. August 1922 zum Hauptmann befördert. In der Folgezeit war Frießner an der Infanterie-Schule in Dresden als Lehrer und Ausbildungsoffizier tätig. Die Beförderung zum Oberstleutnant erfolgte am 1. April 1935 und die zum Oberst am 1. März 1938.

### Zweiter Weltkrieg
Bei Beginn des Zweiten Weltkrieges war er Inspekteur des Erziehungs- und Bildungswesens des Heeres. Er galt zusammen mit seinem wichtigsten Mitarbeiter und Referenten Kurt Hesse als „wesentliche Stütze der sich intensivierenden Heeresschulpolitik“ und legte im Zentralorgan des Nationalsozialistischen Lehrerbundes (NSLB) Der Deutsche Erzieher 1939 einen zusammen mit Hesse erarbeiteten Beitrag Schule und Landesverteidigung vor, der als eine Art „Lehrplan“ angelegt war und eine Stärkung der schulischen Wehrerziehung forderte. In seiner Funktion als Inspekteur des Erziehungs- und Bildungswesens illustrierte er den totalitären Anspruch des NS-Staates auf den (männlichen) Deutschen im Rahmen der Reihe „Kriegsvorträge“ an der Universität Bonn wie folgt: „Die Erziehung unserer Jugend vollzieht sich gewissermaßen am 'laufenden Band'. Sie erfaßt den jungen Deutschen in den frühesten Lebensjahren und begleitet ihn bis zum Tage seines Eintritts in die Wehrmacht. Elternhaus – Schule – Jungvolk – Hitlerjugend – SA und Reichsarbeitsdienst sind an ihr beteiligt. Nach der Ableistung des Wehrdienstes ist die Erhaltung der Wehrfähigkeit eine wichtige Aufgabe, die Truppe und SA-Wehrmannschaften gemeinsam zu leisten haben. Man kann also bei umfassender Auslegung des Wortes ‚Soldat’ wohl sagen: der männliche Deutsche wird mit seiner Geburt Soldat und hört erst auf es zu sein, wenn er ‚zur großen Armee’ abberufen wird.“
Am 1. August 1940 wurde Frießner zum Generalmajor ernannt. Am 1. Mai 1942 erhielt er das Kommando über die schlesische 102. Infanterie-Division im Befehlsbereich der 9. Armee an der Ostfront. Dort soll er nach Augenzeugenberichten befohlen haben, alle Bewohner des Dorfes Cholmez über eine verminte Straße laufen lassen, um die Straße von Minen zu räumen; keiner der Bewohner überlebte. Nach der Beförderung zum Generalleutnant am 1. Oktober 1942 wurde Frießner am 19. Januar 1943 auf Vorschlag von Generaloberst Model, der ihn besonders förderte, mit der Führung des XXIII. Armeekorps beauftragt, dessen Kommandierender General er am 1. April 1943 unter gleichzeitiger Beförderung zum General der Infanterie wurde. Am 23. Juli wurde ihm das Ritterkreuz des Eisernen Kreuzes verliehen.
Am 2. Februar 1944 wurde Frießner, wieder auf Anforderung von Generaloberst Model, der jetzt die Heeresgruppe Nord führte, an die nördliche Ostfront versetzt und erhielt den Befehl über die neu gebildete Armeegruppe Frießner, die später in Armeeabteilung Narwa umbenannt wurde. Nachdem ihm am 9. April das 445. Eichenlaub zum Ritterkreuz des Eisernen Kreuzes verliehen worden war, wurde er ab dem 4. Juli 1944 mit der Führung der Heeresgruppe Nord beauftragt. Hitler erhoffte sich von diesem Kommandowechsel die bedingungslose Ausführung seiner Entscheidung, das sog. „Ostland“ um jeden Preis zu halten. Frießner erklärte jedoch ebenso wie sein Vorgänger schon bald, dass ein Rückzug der Heeresgruppe mindestens bis auf die Düna unumgänglich sein werde. Daraufhin entschied Hitler am 23. Juli 1944, die Oberbefehlshaber der Heeresgruppen Nord und Südukraine miteinander zu tauschen, beförderte aber Frießner rückwirkend zum 1. Juli 1944 zum Generaloberst. Sein Nachfolger bei der Heeresgruppe Nord wurde Ferdinand Schörner.
Am 25. Juli 1944 traf Frießner im Hauptquartier der Heeresgruppe Südukraine (am 23. September umbenannt in Heeresgruppe Süd) ein. Er versäumte es jedoch, rechtzeitig den Rückzug auf die Karpatenrand-Stellung vorzubereiten und führte seine Heeresgruppe direkt vor und dann auch nach Beginn der sowjetischen Großoffensive am 20. August 1944 tagelang eher durch Untätigkeit und mit einem nicht der bedrohlichen Situation angemessenen Verhalten, so dass diese in nicht einmal zwei Wochen fast komplett unterging, insbesondere die gesamte 6. Armee mit 16 Divisionen. 286.000 deutsche Soldaten gingen nicht nur aufgrund der sowjetischen Überlegenheit verloren, sondern auch infolge strategischer Fehlentscheidungen der obersten deutschen Führung und zahlreicher taktischer und operativer Fehlhandlungen unter dem Oberbefehlshaber der deutsch-rumänischen Heeresgruppe, Generaloberst Frießner. Die Offensive der Sowjets unter Marschall Rodion Malinowski und seiner 2. Ukrainischen Front sowie dem ebenfalls zum Marschall beförderten Generaloberst Tolbuchin mit seiner 3. Ukrainischen Front verlief erfolgreich, wurden doch sowohl Rumänien innerhalb weniger Tage als auch danach Bulgarien auf die alliierte Seite gezwungen und die deutschen Wehrmacht-Truppen unter großen Verlusten aus diesen Ländern vertrieben. Dennoch beließ Hitler Frießner den Oberbefehl über die Heeresgruppe. Die Rückzugskämpfe führten zwar in der Panzerschlacht von Debrecen noch zu einigen taktischen Erfolgen, aber der Verlust ganz Rumäniens mit seinen Ölquellen und des Großteils von Ungarn konnte nicht verhindert werden. Kurz vor der endgültigen Einkesselung der Hauptstadt in der Schlacht um Budapest mit weiteren 80.000 Soldaten löste Hitler dann am 22. Dezember 1944 Frießner (und zeitgleich den OB der 6. Armee Fretter-Pico) ab, die beide in die Führerreserve versetzt wurden. Frießners Nachfolger wurde der bisherige OB der 8. Armee, General der Infanterie Otto Wöhler. Für den restlichen Verlauf des Krieges erhielt Frießner kein Kommando mehr.

### Nachkriegszeit
Von Mai 1945 bis November 1947 befand sich Frießner in US-amerikanischer Kriegsgefangenschaft. Im September 1951 wurde er zum Vorsitzenden des Verbandes deutscher Soldaten (VDS) gewählt, legte dieses Amt aber bereits im Dezember desselben Jahres wieder nieder. Frießner war als Vorsitzender des VDS nicht mehr haltbar, nachdem er am 21. September 1951 auf einer Pressekonferenz zum einen den Überfall auf Polen als legitime Handlung „zum Schutz der Volksdeutschen in Polen“ gerechtfertigt hatte und zum anderen seine Ehrenerklärung für die – so Frießner – „anständig kämpfende Waffen-SS“ mit gleichzeitiger Abqualifizierung der Attentäter vom 20. Juli 1944, die seinen Worten zufolge eine „vom soldatischen Standpunkt aus“ abzulehnende Methode, nämlich „den politischen Mord“ gewählt hätten. Im Hinblick darauf charakterisierte Walter Theimer Frießner 1951 als typischen Vertreter der militärischen Handlanger Hitlers unter dem Titel: „Des Teufels General“.

## Auszeichnungen
- Eisernes Kreuz (1914) II. und I. Klasse[11]
- Preußischer Kronenorden IV. Klasse[11]
- Ritterkreuz des Sächsischen Militär-St.-Heinrichs-Orden[11]
- Ritterkreuz II. Klasse des Sächsischen Zivilverdienstordens mit Schwertern[11]
- Ritterkreuz II. Klasse des Sächsischen Albrechts-Orden mit Schwertern[11]
- Spange zum Eisernen Kreuz II. und I. Klasse
- Deutsches Kreuz in Gold am 9. Juni 1943[12]
- Ritterkreuz des Eisernen Kreuzes mit Eichenlaub[12]
  - Ritterkreuz am 23. Juli 1943
  - Eichenlaub am 9. April 1944 (445. Verleihung)
- Kriegsverdienstkreuz (1939) II. und I. Klasse mit Schwertern

## Schriften (Auswahl)
- Forderung der Wehrmacht an die Jugenderziehung. Verlag Gebr. Scheur (Bonner Universitäts-Buchdruckerei), Bonn 1941
- Verratene Schlachten. Die Tragödie der deutschen Wehrmacht in Rumänien und Ungarn. Holstein-Verlag, Hamburg 1956.